# Alpes y Prealpes julianos
Los Alpes y Prealpes julianos (en italiano, Alpi e Prealpi Giulie) son una sección del gran sector Alpes del sudeste, según la clasificación SOIUSA. Su pico más alto es el Triglav (en italiano, Tricorno), con 2.864 m. 
Se encuentran en Italia (región de Friuli-Venecia Julia) y Eslovenia.

## Confines
Los Alpes y Prealpes julianos limitan al noreste con los Alpes de Carintia y de Eslovenia; al sudeste con los Prealpes eslovenos; al sur con la llanura; al oeste con los Alpes cárnicos y del Gail.

## Clasificación
Según la Partición de los Alpes del año 1926, los Alpes julianos eran una sección alpina independiente y con dimensiones mayores que las de la SOIUSA. Los Prealpes julianos estaban englobados dentro de los Prealpes Trivénetos.
Según la SOIUSA los Alpes julianos y los Prealpes julianos forman juntos una sola sección alpina.